# Gigantactis longicirra
Gigantactis longicirra är en fiskart som beskrevs av Waterman, 1939. Gigantactis longicirra ingår i släktet Gigantactis och familjen Gigantactinidae. Inga underarter finns listade i Catalogue of Life.